# Amara Simba
Amara Simba es un exfutbolista franco-senegalés. Fue internacional con la selección francesa.

## Clubes
- FC Versailles (1985 - 1986)
- Paris Saint-Germain Football Club (1986 – 1993)
- Association Sportive de Cannes Football (1990 - 1991)
- Association Sportive de Monaco Football Club (1993 - 1994)
- Stade Malherbe Caen Calvados Basse-Normandie (1994 - 1995)
- Lille Olympique Sporting Club (1995 - 1996)
- Club León (1996 - 1998)
- Leyton Orient Football Club (1998 - 2000)
- Kingstonian Football Club (2000)
- Kettering Town Football Club (2000)
- Barnet FC (2000)
- St Albans City F.C. (2000 - 2001)
- Billericay Town F.C. (2001 - 2002)

- Datos: Q2008639